# Coupe d'Estonie de basket-ball
 (mai 2025).
La Coupe d'Estonie de basket-ball (en estonien : Eesti : Eesti karikavõistlused) est une compétition de basket-ball estonienne organisée annuellement depuis 1946. Elle est organisée par la Fédération d'Estonie. 

## Histoire
Jusqu'à la saison 2000-2001, la Coupe d'Estonie se déroulait en fin de saison, au printemps. En 2001, elle a été déplacée à la première moitié de la saison, et deux Coupes d'Estonie de basket-ball ont été organisées au cours de la même année civile.

## Palmarès
- 1946: KK Kalev
- 1947: Non disputée
- 1948: KK Kalev
- 1949: Non disputée
- 1950: Tartu Rock
- 1951: Non disputée
- 1952: Tartu Rock
- 1953–1955: Non disputée
- 1956: Tartu Rock
- 1957: EPA
- 1958: Tartu Rock
- 1959: EPA
- 1960: TTÜ KK
- 1961: TTÜ KK
- 1962: TTÜ KK
- 1963: EPA
- 1964: TTÜ KK
- 1965: EPA
- 1966: TTÜ KK
- 1967: TTÜ KK
- 1968: KK Kalev
- 1969: KK Kalev
- 1970: TTÜ KK
- 1971: Keskrajooni SK
- 1972: KK Kalev
- 1973: EKE Projekt
- 1974: Tartu Rock
- 1975: Non disputée
- 1976: Tartu Rock
- 1977–1978: Non disputée
- 1979: Tartu Rock
- 1980: Tallinna Standard
- 1981: Tallinna Standard
- 1982: Tallinn Metallist
- 1983–1987: Non disputée
- 1988: Harju KEK
- 1989: Harju KEK
- 1990–1991: Non disputée
- 1992: KK Kalev
- 1993: KK Kalev
- 1994–1995: Non disputée
- 1996: KK Kalev
- 1997: Non disputée
- 1998: Dalkia Nybit
- 1999: TTÜ-A. Le Coq
- 2000: Tartu Rock
- 2001: Tartu Rock

| Saison    | Date              | Vainqueur         | Score        | Finaliste         | Salle                           | Lieu         | MVP                    |              |
| --------- | ----------------- | ----------------- | ------------ | ----------------- | ------------------------------- | ------------ | ---------------------- | ------------ |
| 2001      | 15 décembre 2001  | KK Kalev          | 94–78        | Tartu Rock        | Haapsalu Gymnasium              | Haapsalu     |                        |              |
| 2002      | 21 décembre 2002  | Tartu Rock        | 92–76        | BC Tallinn Kalev  | Keila Health Center             | Keila        |                        |              |
| 2003      | 28 septembre 2003 | TTÜ/A. Le Coq     | 88–68        | KK Kalev          | Pärnu Rabahall                  | Pärnu        |                        |              |
| 2004      | 17 octobre 2004   | Tartu Rock        | 89–85        | KK Kalev          | Viljandi Sports Hall            | Viljandi     |                        |              |
| 2005      | 2 octobre 2005    | BC Kalev          | 70–64        | Tartu Rock        | Kuressaare Sports Center        | Kuressaare   |                        |              |
| 2006      | 24 septembre 2006 | BC Kalev          | 97–92        | Tartu Rock        | A. Le Coq Sports Hall           | Tartu        |                        |              |
| 2007      | 30 septembre 2007 | BC Kalev          | 71–62        | Tartu Rock        | Rakvere Sports Hall             | Rakvere      |                        |              |
| 2008      | 10 octobre 2008   | BC Kalev          | 90–61        | TTÜ KK            | A. Le Coq Sports Hall           | Tartu        |                        |              |
| 2009      | 11 octobre 2009   | Tartu Rock        | 67–55        | BC Kalev          | Saku Suurhall                   | Tallinn      |                        |              |
| 2010      | 30 décembre 2010  | Tartu Rock        | 81–51        | BC Rakvere Tarvas | Rakvere Sports Hall             | Rakvere      |                        |              |
| 2011      | 30 décembre 2011  | Tartu Rock        | 87–81        | BC Kalev          | Pärnu Sports Hall               | Pärnu        | Vallo Allingu          |              |
| 2012      | 22 décembre 2012  | BC Rakvere Tarvas | 81–64        | Rapla KK          | A. Le Coq Sports Hall           | Tartu        | Māris Ļaksa            |              |
| 2013      | 22 décembre 2013  | Tartu Rock        | 71–69        | BC Kalev          | University of Tartu Sports Hall | Tartu        | Augustas Pečiukevičius |              |
| 2014      | 21 décembre 2014  | Tartu Rock        | 84–66        | BC Rakvere Tarvas | Rakvere Sports Hall             | Rakvere      | Janar Talts            |              |
| 2015      | 20 décembre 2015  | BC Kalev          | 73–55        | Tartu Rock        | Kuressaare Sports Center        | Kuressaare   | Rain Veideman          |              |
| 2016      | 18 décembre 2016  | BC Kalev          | 71–66        | Tartu Rock        | Pärnu Sports Hall               | Pärnu        | Demonte Harper         |              |
| 2017-2019 | Non disputée      | Non disputée      | Non disputée | Non disputée      | Non disputée                    | Non disputée | Non disputée           | Non disputée |
| 2020      | 20 décembre 2020  | BC Kalev          | 95–56        | BC Rakvere Tarvas | Rakvere Sports Hall             | Rakvere      | Kregor Hermet          |              |
| 2021      | 19 décembre 2021  | Tartu Rock        | 82–73        | BC Kalev          | University of Tartu Sports Hall | Tartu        | Märt Rosenthal         |              |
| 2022      | 18 décembre 2022  | BC Kalev          | 77–64        | KK Viimsi         | Narva Sports Center             | Narva        | Hugo Toom              |              |
| 2024      | 17 février 2024   | BC Kalev          | 76–68        | Tartu Rock        | Kuressaare Sports Center        | Kuressaare   | Severi Kaukiainen      |              |
| 2025      | 15 février 2025   | BC Kalev          | 93–86        | Tartu Rock        | Nord Sports Hall                | Tallinn      | Severi Kaukiainen      |              |

## Bilan par club
| Club              | Victoires | Année(s) |
| ----------------- | --------- | --- |
| Tartu Rock        | 17        | 1950, 1952, 1956, 1958, 1974, 1976, 1979, 2000, 2001 (2000–2001), 2002, 2004, 2009, 2010, 2011, 2013, 2014, 2021 |
| BC Kalev          | 10        | 2005, 2006, 2007, 2008, 2015, 2016, 2020, 2022, 2024, 2025                                                       |
| KK Kalev          | 9         | 1946, 1948, 1968, 1969, 1972, 1992, 1993, 1996, 2001 (2001–2002)                                                 |
| TTÜ KK            | 7         | 1960, 1961, 1962, 1964, 1966, 1967, 1970                                                                         |
| EPA               | 4         | 1957, 1959, 1963, 1965                                                                                           |
| Tallinn Standard  | 2         | 1980, 1981 |
| Harju KEK         | 2         | 1988, 1989 |
| Keskrajooni SK    | 1         | 1971 |
| EKE Projekt       | 1         | 1973 |
| Tallinn Metallist | 1         | 1982 |
| Dalkia Nybit      | 1         | 1998 |
| BC Tallinn        | 1         | 1999 |
| TTÜ/A. Le Coq     | 1         | 2003 |
| BC Rakvere Tarvas | 1         | 2012 |